# ناحیه کافرین
ناحیه کافرین (به لاتین: Kaffrine Region) یک منطقهٔ مسکونی در سنگال است که در سنگال واقع شده‌است. ناحیه کافرین ۱۱٬۲۶۲ کیلومتر مربع مساحت و ۵۴۴٬۰۱۱ نفر جمعیت دارد.